# 1874年至1875年英格蘭足總盃
1874-75球季英格蘭足總盃（英語：1874-75 FA Cup），是第4屆英格蘭足總盃，今屆賽事的冠軍是皇家工程師，他們在決賽以2:0（重賽）擊敗老伊頓人，奪得冠軍。本屆賽事繼續在橢圓體育場舉行。
皇隊奪得他們唯一一次足總盃冠軍。

## 形式
第1圏共29支球隊參加，除Reigate Priory抽空，其餘28隊對戰，敗方被淘汰。
第1圏共15支球隊參加，除Old Etonian抽空，其餘14隊對戰，敗方被淘汰。
第3圏-決賽，以淘汰賽形式進行比賽。

## 外部連結
- 英格蘭足總盃官網Archive-It的存檔，存档日期2012-04-24
- 英格蘭足總盃 歷屆冠軍（页面存档备份，存于）